# قطاع الصيد البحري في المغرب
الصيد البحري في المغرب هو قطاع اقتصادي مهم في المغرب، حيث بلغت صادرات المنتوجات البحرية حوالي 10% من مجموع الصادرات سنة 2017. يشرف على تنظيم قطاع الصيد البحري في المغرب مؤسسات عمومية هي وزارة الفلاحة والصيد البحري والتنمية القروية والمياه والغابات، والمكتب الوطني للصيد البحري، والمعهد الوطني للبحث في الصيد البحري، والوكالة الوطنية لتنمية تربية الأحياء البحرية. كما يتوفر قطاع الصيد البحري في المغرب على سبعة مصالح مسيرة بصفة مستقلة مكونة من قسم حماية الموارد السمكية على المستوى المركزي والمعهد العالي للصيد البحري بأكادير وخمسة معاهد تكنولوجيا للصيد البحري بكل من الحسيمة والعرائش وآسفي وطانطان والعيون. ويتوفر المغرب على منطقة بحرية تمتد على حوالي 1.12 مليون كلم مربع، وتعد من أغنى المناطق  بالثروة السمكية في العالم.

## تاريخ

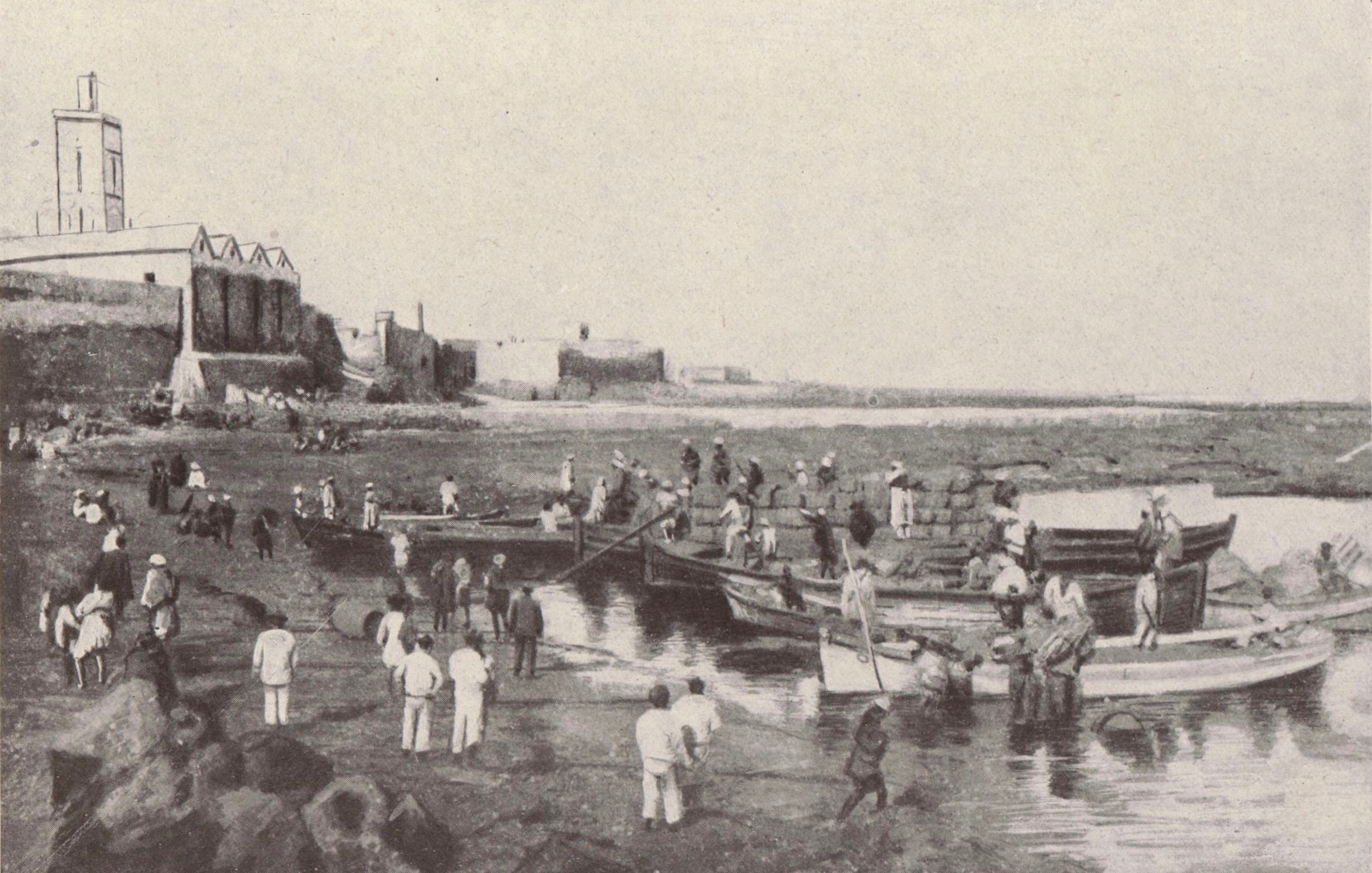
ميناء الدار البيضاء (سنة 1912)

عرفت السواحل المغربية منذ العصور القديمة بثرائها بالموارد البحرية الحية، وهو ما تؤكده الرسوم الصخرية والفسيفساء القديمة التي تعكس اهتمام الشعوب التي استوطنت المنطقة بالثروة السمكية. ورغم أن دراسة تاريخ الصيد البحري في المغرب لم تحظَ باهتمام كبير من قبل المؤرخين لفترة طويلة، إلا أن المعطيات التاريخية تشير إلى أن المصائد البحرية المغربية أصبحت، منذ القرن الخامس عشر، محل أطماع القوى البحرية الأوروبية، خاصة إسبانيا والبرتغال. فقد سعت هاتان القوتان إلى تأمين احتكار استغلال الثروات السمكية للسواحل المغربية من خلال توجيه أساطيل الصيد نحوها. وقد شكّل عامل التحكم في الموارد السمكية دافعاً مباشراً لاقتطاع أجزاء من السواحل المغربية، بل كان في بعض الحالات سبباً رئيسياً لاحتلال عدد من الموانئ، أو لتأسيس مراكز ساحلية استُخدمت لاحقاً كقواعد لتوسيع النفوذ الاستعماري نحو الداخل المغربي. [بحاجة لمصدر]

### العصور الوسطى
أنكر بعض المستشرقين والباحثين الاستعماريين وجود أي حياة بحرية في التاريخ المغربي، حيث اعتبر لويس برينو أن الحضارة البحرية المغربية ما هي: « إلا حادث عابر من صنع الأجانب». لكن المصادر المغربية تنفي هذا الادعاء، حيث أورد الرحالة الشريف الإدريسي في كتابه نزهة المشتاق في اختراق الآفاق، تفاصيل  نشاط لبصيد البحري في الموانئ المغربية، وذكر خبرة وحنكة الصيادين المغاربة باستغلال هذه الموارد وتصنيعها وتسويقها. وهو ما أكّده الجغرافي الحسن الوزان في كتابه وصف أفريقيا، حيث ذكر اعتماد بعض المدن المغربية في اقتصادها على الصيد مثل مدينة ترغة التاريخية التي كان سكانها يملحون ما يصطادونه من سمك ويبيعونه للتجار، ويحمل إلى مسافة تناهز مائة وعشرين ميلاً داخل البلاد. كما ذكر المرؤخين مدينة بادس التي إعتمدت على الصيد، ومليلية التي اشتهرت قديماً باصطياد صدف اللؤلؤ. كما عرفت مصبات الأنهار صناعة سمكية مثل مدينة سلا وميناء أزمور الذي اختص بصيد الشابل والمتاجرة به مع البرتغاليين.[بحاجة لمصدر]

### غزو موانئ المغرب
ظلت الموانئ المغربية هدفاً للأطماع الإيبيرية بفعل غناها بالثروة السمكية ونشاطها البحري، كما تعرّضت أحياناً للهجر نتيجة تهديدات القراصنة الإسبان والبرتغاليين. وتطوّر هذا الوضع من أعمال قرصنة إلى غزو واحتلال مباشر، شمل مدناً ساحلية مثل سبتة، ترغة، آسفي وأزمور. ففي حالة أزمور، لعب البحارة البرتغاليون الذين كانوا يدفعون رسوماً مقابل الصيد دوراً في إقناع ملك البرتغال باحتلال الميناء. وقد أسهم هذا التوسع الإيبيري في تراجع الحياة البحرية المغربية وانكماش أنشطتها الساحلية.
تُبرز المصادر التاريخية أن اكتشاف الثروة السمكية في السواحل الجنوبية المغربية يعود إلى البحارة البرتغاليين، الذين بدأوا منذ سنة 1444م في استغلال مصائد سواحل رأس بوجدور، رأس غير، ووادي الذهب. وقد وصفوا الأسماك في هذه المناطق بالجودة والوفرة، مشبهين بعضها بتلك المصطادة في سواحل البندقية. واعتبر عدد منهم أن الشريط الساحلي الممتد من أزمور إلى ماسة من أغنى مناطق الصيد في شمال إفريقيا. دفع هذا الاكتشاف البرتغاليين إلى تأسيس مستعمرات ساحلية، كان دافعها الأساسي استغلال الموارد البحرية، كما هو الحال في سبتة، القصر الكبير، أصيلة، طنجة، آسفي، مازغان، موغادور، سانتا كروز دي أغوير وأزمور. ويشير مارمول كربخال إلى أن وفرة سمك الشابل والتون في أزمور، والإقبال الأوروبي على شرائه، كان سبباً مباشراً في استعجال احتلالها من طرف البرتغاليين.
وبالنظر إلى اعتماد النظام الغذائي الإسباني على الأسماك، أنشأت إسبانيا برجاً عسكرياً عند مصب وادي الشبيكة سنة 1476 لضمان موطئ قدم لها في المنطقة. وقد أتاح وجود المستعمرات للبرتغاليين السيطرة على المصائد، وأبرموا في سنة 1537 اتفاقية مع بعض الزعماء المحليين تتيح لهم وللإسبان الصيد بأمان بين رأس سيم ونهر درعة. وتتجلى الأهمية الاستراتيجية للصيد البحري في السياسة الاستعمارية الإيبيرية من خلال الاتفاقيات الثنائية، مثل اتفاقية طورديسياس، التي تنازلت فيها البرتغال عن مليلية مقابل تخلي إسبانيا عن حقوق الصيد في المنطقة الممتدة بين رأس بوجدور ووادي الذهب.

### إسترجاع الموانئ

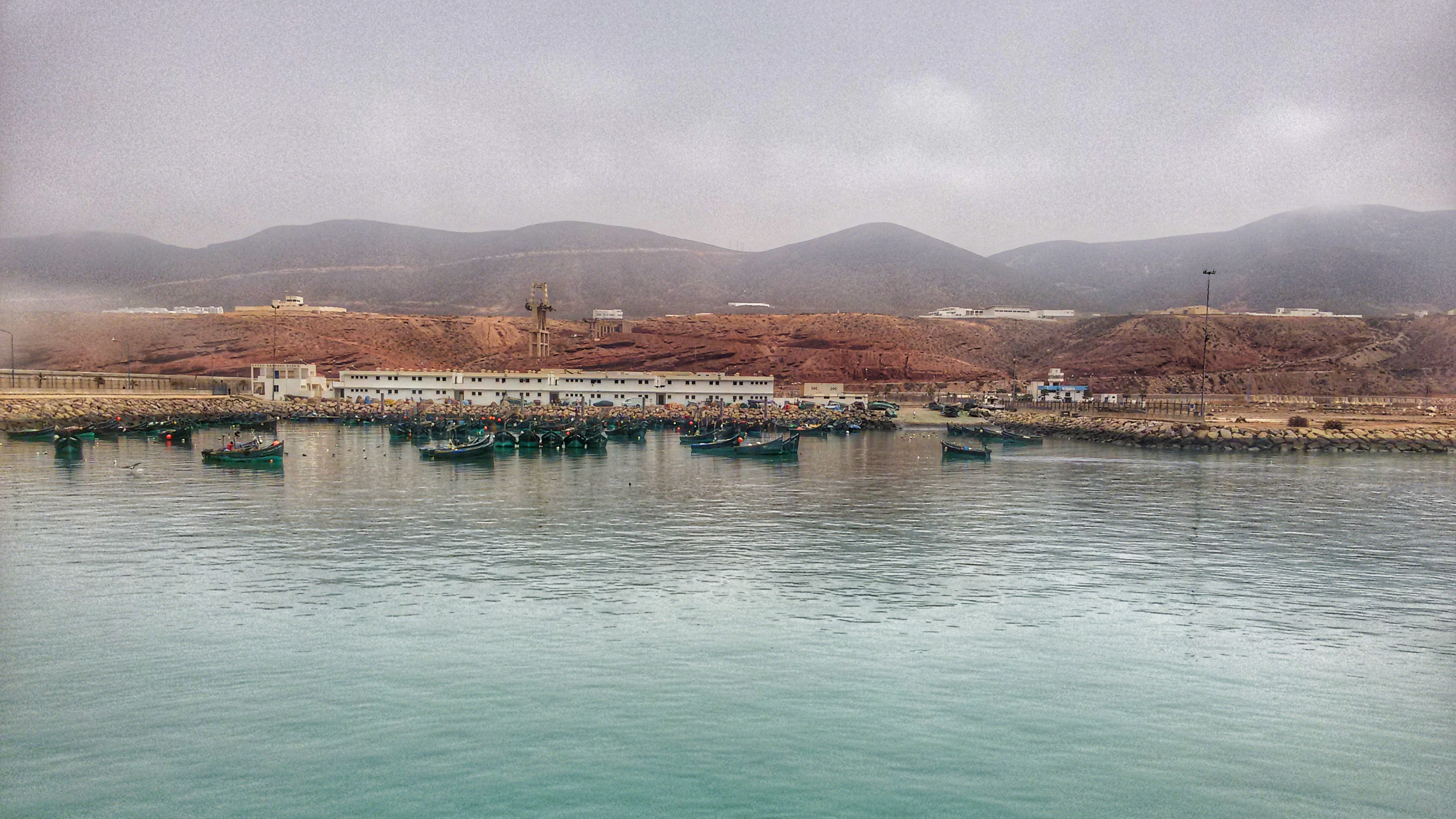
ميناء سيدي إفني

قام المغاربة بالتصدي للإستعمار، مما أسفر عن طرد الإسبان من حصن إفني سنة 1527. كما قام المغاربة بالهجوم على أكادير وأجبروا البرتغاليين على التخلي عنه سنة 1541. وبعد سلسلة من الهزائم فقد البرتغاليون كل مستعمراتهم على الساحل المغربي، مما جعل مصالح الصيد الإسبانية في المنطقة تتقوى بشكل كبير، حيث انتشر العديد من الصيادين القشتاليين والكناريين والباسكيين في سواحل المغرب. وأصبح مع مرور الوقت في يد صيادي جزر الخالدات، فأصبح أسطول صيد الكناريين يتردد على سواحل رأس بوجدور والرأس الأبيض ثمان إلى تسع مرات في السنة، شجعه على ذلك وفرة السمك والرياح المعتدلة والمنتظمة وكان أسطول صيد الكناريين يقوم باصطياد عدة أنواع من الغادسيات. هذا النشاط الكثيف أدى لتحرك المغاربة والقيام بالهجوم على مراكب الكناريين لإبعادهم، فضعفت صناعة الصيد بشكل كبير.

### إنفراد الإسبان بالمصائد المغربية

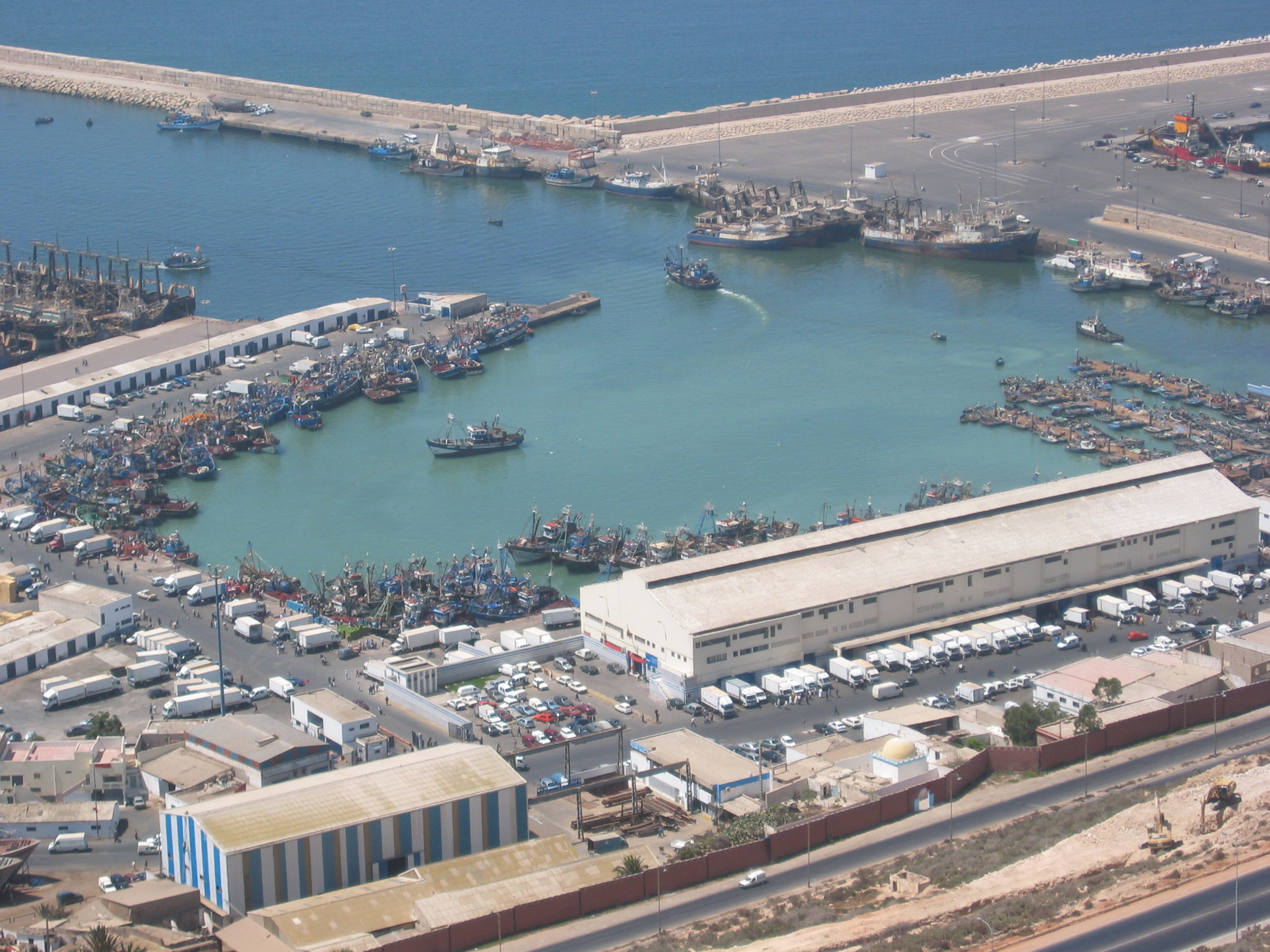
ميناء أكادير

إستطاع الإسبان انفرادهم بالصيد في المياه المغربية بعد توقيعهم لاتفاقيات سنوات 1767 و1799 و1860 و1861 مع المغرب، التي يحصلون بمقتضاها على حقوق امتياز، حيث يتنازل فيها المغرب لإسبانيا عن حق الصيد في المياه البحرية المغربية. وقد وقع المغرب على أغلب هذه المعاهدات تحت الضغط والإجبار. ويعتبر تنازلاً مهماً من قبل المغرب، على رغم كونها مجرد اتفاقيات تجارية. وفي سنة 1881 طلبت شركة المصايد الكانارية الإفريقية الإذن بالإستقرار في مدينة الداخلة، وحصلت عليه فعلاً، وتبعتها بعد ذلك شركات أخرى للإستقرار على طول الساحل الصحراوي المغربي.

### القرن العشرين
يعتبر بنسالم الصميلي أول من يشغل منصب وزير الصيد البحري بعد إنشاء وزارة الصيد البحري والملاحة البحرية بالمغرب بعد الاستقلال سنة 1981.

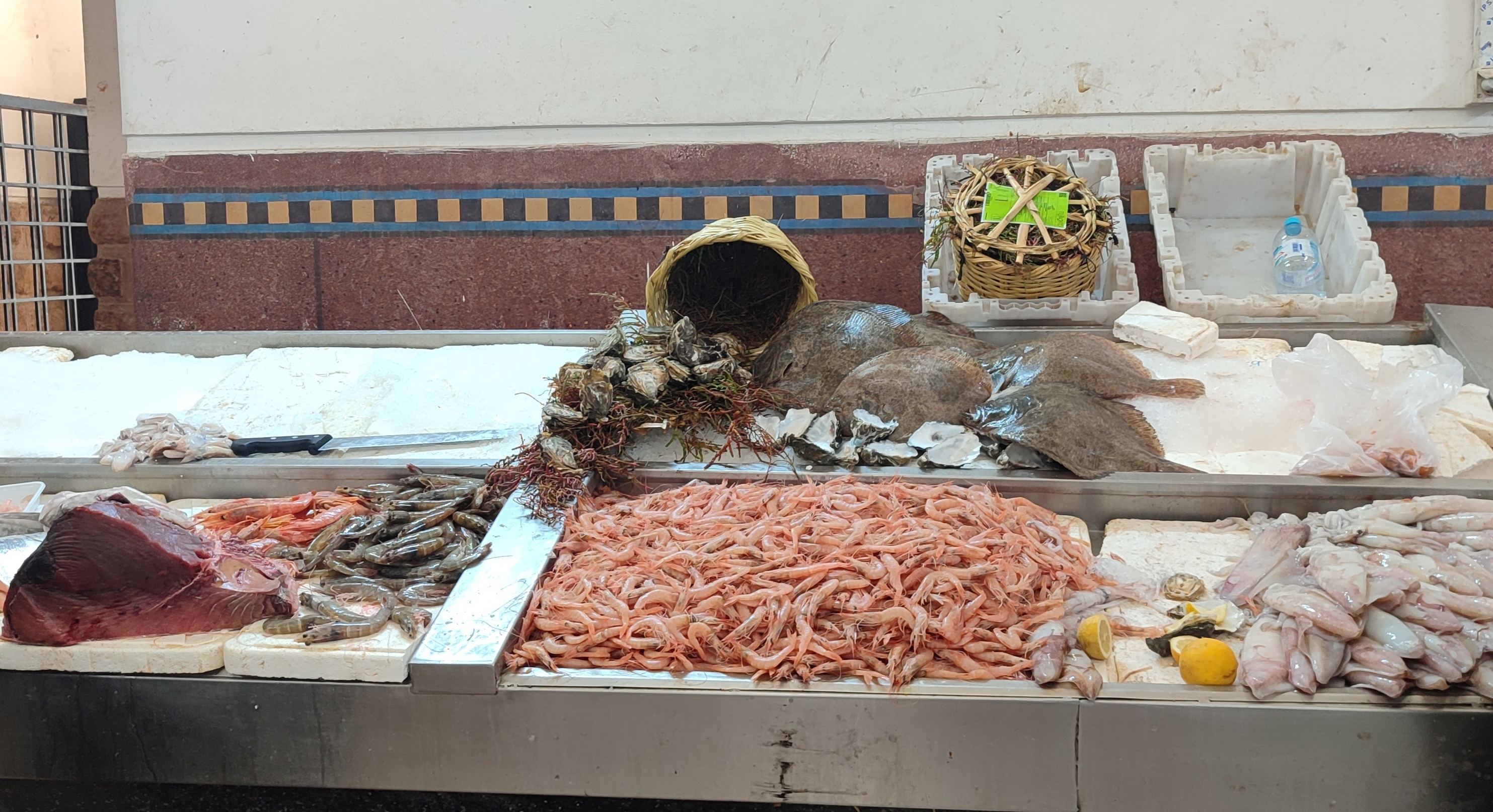
منتجات الصيد البحري بالسوق المركزي للرباط.

## مخطط أليوتيس
في شتنبر 2009، تم إطلاق إستراتيجية جديدة للصيد البحري تحمل اسم «مخطط أليوتيس 2009-2020». ويهدف هذا البرنامج إلى تحقيق تنمية وتنافسية في قطاع الصيد البحري وتثمين الموارد البحرية بكيفية مستدامة وزيادة الناتج الداخلي بثلاثة أضعاف في أفق 2020. ومن أجل إنجاح هذا المخطط تم خلق ثلاثة أقطاب تنافسية كبيرة في كل من مدن طنجة وأكادير والعيون.
ساهم مخطط أليوتيس بشكل ملحوظ في تحديث قطاع الصيد البحري، حيث إنتقل الناتج الداخلي الخام لقطاع الصيد البحري بين سنتي 2007 و 2015 من 8.3 إلى 15 مليار درهم. كما ارتفع حجم الإنتاج الوطني بنسبة 3.75% فيما تزايدت قيمته بنسبة 8.7% خلال 2009 - 2016. وقد بلغ هذا الإنتاج سنة 2016 حوالي 1.46 مليون طن بقيمة ناهزت 11.5 مليار درهم. كما تضاعفت قيمة صادرات المنتوجات البحرية حيث انتقلت بين سنتي 2007 و 2015 من 9.26 مليار درهم إلى 19.81 مليار درهم.

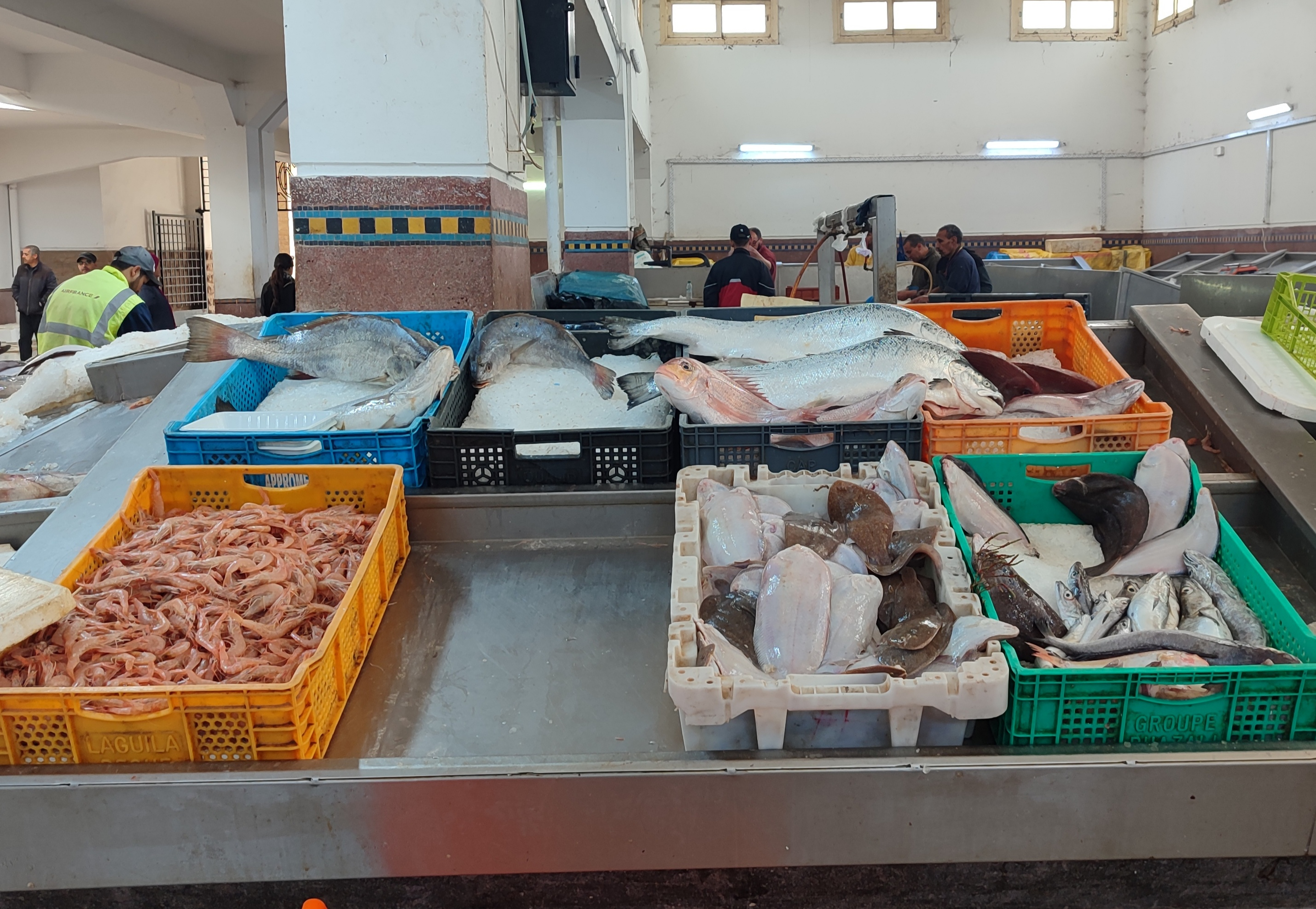
منتجات الصيد البحري بالسوق المركزي للرباط.

## صناعات الصيد البحري
تحتل صناعة تحويل وتثمين منتجات الصيد البحري في المغرب مكانة متميزة في الاقتصاد الوطني لمعالجتها ما يقارب 70% من إفراغات الصيد الساحلي وتصدير ما يناهز 85% من إنتاجها. ويتميز النسيج الصناعي لقطاع الصيد البحري بتنوعه، وإلى غاية سنة 2013، يتوفر المغرب على 397 وحدة صناعية خاصة بالصيد البحري. ويعد التجميد النشاط الأبرز يليه تصبير السمك ثم توضيب السمك الطري.
- صناعة مصبرات السمك: تعد هذه الصناعة ثمرة تطور وتراكم خبرة أكسبتها سمعة دولية بفضل جودة منتجاتها، ليصبح المغرب من المصدرين الرئيسيين في العالم لنوع سردين البلشار. ويشمل هذا النشاط 47 وحدة تتمركز أساسا في آسفي (20 وحدة) وأكادير (12 وحدة). كما يتميز بقدرة إنتاجية تفوق 3000 طن يومياً. وتشكل السوق الأوروبية أهم الوجهات الرئيسية للمعلبات المغربية بنسبة 47% والسوق الإفريقية بنسبة 37%.[17]
- صناعة شبه المصبرات: وترتكز هذه الصناعة بشكل خاص على تمليح ومعالجة الأنشوبة، بما في ذلك تخليل منتجات الصيد. وتضم هذه الصناعة 34 وحدة للإنتاج تتمركز أساسا في أكادير. وتتوفر على قدرة إنتاجية بحوالي 240 طن يومياً. في سنة 2013، حقق قطاع هذا النشاط رقم معاملات عند التصدير بلغ 1.4 مليار درهم.
- صناعة التجميد: يحتل نشاط تجميد منتجات الصيد البحري مكانة مهمة بين أنشطة الحفظ والمعالجة في صناعة الصيد البحري الوطنية. ويضم هذا النشاط 183 وحدة. وتتمركز معظم هذه الوحدات (72%) في جنوب المغرب، وذلك بسبب تطوير صيد الرخويات والصيد السطحي. وتتميز هذه الصناعة بقدرة إنتاجية تصل إلى حوالي 8300 طن في اليوم الواحد. وفي سنة 2013، حققت صناعة التجميد رقم معاملات عند التصدير بقيمة 5.8 مليار درهم. ويمثل الاتحاد الأوروبي الوجهة الرئيسية للمنتجات المجمدة إذ يستوعب 70% من إجمالي صادرات هذا النشاط، تليه آسيا بنسبة 17% من إجمالي الصادرات.[17]
- صناعة توضيب المنتجات البحرية الطازجة: بفضل أسطول الصيد الساحلي والتقليدي الذي يزود السوق بأسماك متنوعة ذات جودة عالية، وبالنظر إلى قرب الأسواق الأجنبية المربحة وزبائن المنتجات الطازجة، توجه صناعة توضيب منتجات الصيد البحري الطازجة بشكل أساسي نحو سوق الاتحاد الأوروبي وخاصة إسبانيا التي تستفيد من 58% من إجمالي المنتجات الطازجة المصدرة. ويضم هذا النشاط 58 وحدة خاصة بتوضيب السمك الطازج تقع أساسا في الدار البيضاء (13 وحدة) وطنجة (10 وحدات). وقد أنتجت برسم سنة 2013 أكثر من 000 21 طن من المنتجات السمكية وحققت رقم معاملات عند التصدير بقيمة 1.7  مليار درهم. يهتم توضيب الأسماك الطازجة أيضا بالصدفيات بوحدات توضيب تصل إلى 18 وحدة وتقع أساسا في الداخلة (5 وحدات)، الوليدية (3 وحدات)، الدار البيضاء (3 وحدات)،  بوجدور (وحدتين)، تطوان (وحدتين). ومن الصدفيات الأكثر شعبية نجد المحار المجوف، بلح البحر، السكين وحلزون البحر. ويتم جمع هذه المنتجات البحرية يدويا. ويرتبط جمع وتوضيب وتسويق الصدفيات إرتباطا وثيقا بسلامة الوسط البحري الذي تعيش فيه والذي يعرف حملات إنذارية خاصة بالسلامة الصحية.[17]

## المصايد

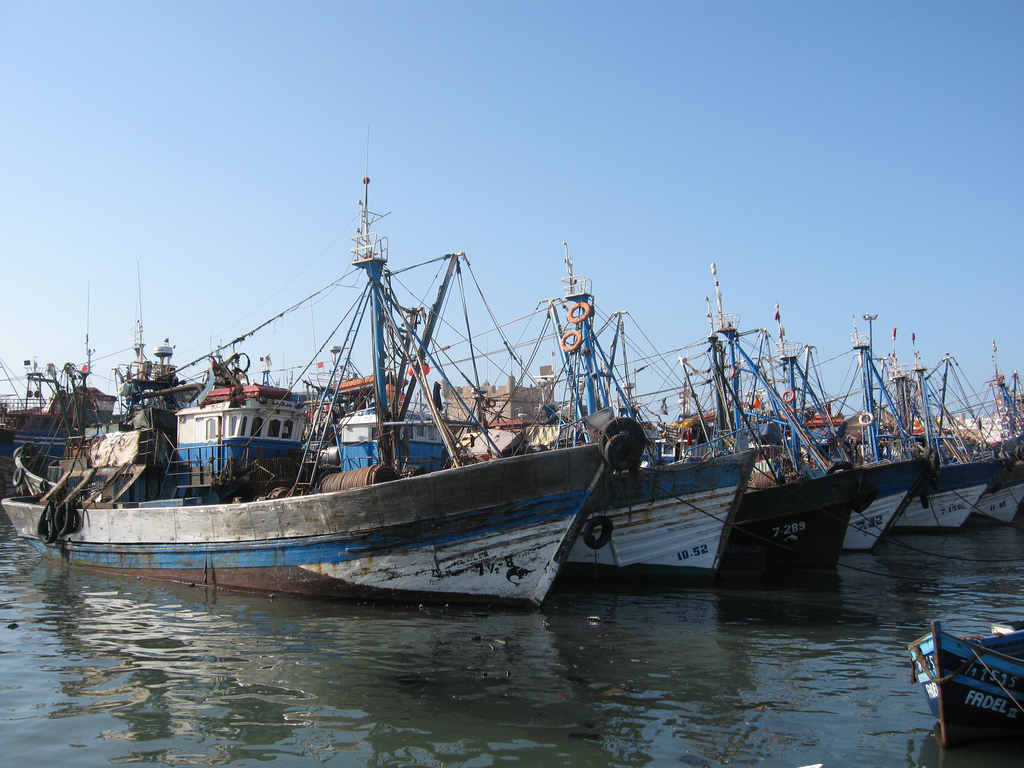
ميناء الصويرة

ينقسم الساحل المغربي حالياً إلى 4 مناطق ممتدة على طول 3500 كلم، وهي منطقة البحر الأبيض المتوسط، المنطقة الأطلسية الشمالية، المنطقة الأطلسية الوسطى، المنطقة الأطلسية الجنوبية. ولكن بالرغم من المجهوذات المبذولة من طرف قطاع الصيد البحري، لازال تدبير المصايد يعرف مجموعة من الإختلالات التي تجعل مجموعة من المخزونات مستغلة بطريقة تفوق الإنتاج المستدام الأقصى مما يجعلها عرضة للإستنزاف. وتشمل هذه المخاطر بصفة خاصة الأصناف ذات أكبر قيمة مضافة وعلى وجه التحديد أسماك أبي سيف والأبرامين الوردي والنازلي الأبيض بمنطقة البحر الأبيض المتوسط، والكوربين والأبراميس وسمك البغروس والروبيان الوردي بمنطقة المحيط الأطلسي. وقد تم إحداث مخططات تهيئة من أجل إنشاء مصايد ذات هدف تجاري، وتهم أسماك السطح الصغيرة، الأخطبوط، الروبيان، القشريات الكبيرة، سمك النازلي، القرش، أبي سيف، الموارد الساحلية (على غرار الطحالب البحرية، المرجان الأحمر، قنفذ البحر وبعض الأصداف مثل المحار، صدفيات البحر، سكين البحر). وقد تم وضع مخططات تهئية أخرى فيما يخص المحميات البحرية لغاية الصيد، مناطق يمنع فيها الصيد بالشباك، مناطق الشعاب الإصطناعية والمحميات البحرية. وتتركز أغلب رأسيات الأرجل في منطقة جنوب المحيط الأطلسي ويتم إستغلالها عموماً في المنطقة الممتدة من رأس بوجدور إلى الرأس الأبيض (الكويرة)، ويشكل الأخطبوط 63% منها. وقد تم في سنة 2010، وضع برنامج لحظر استعمال الشباك العائمة المنجرفة التي كانت تشكل خطراً كبيراً على التنوع البيولوجي البحري، وقد شمل هذا البرنامج 260 سفينة مؤهلة.

## الأسطول

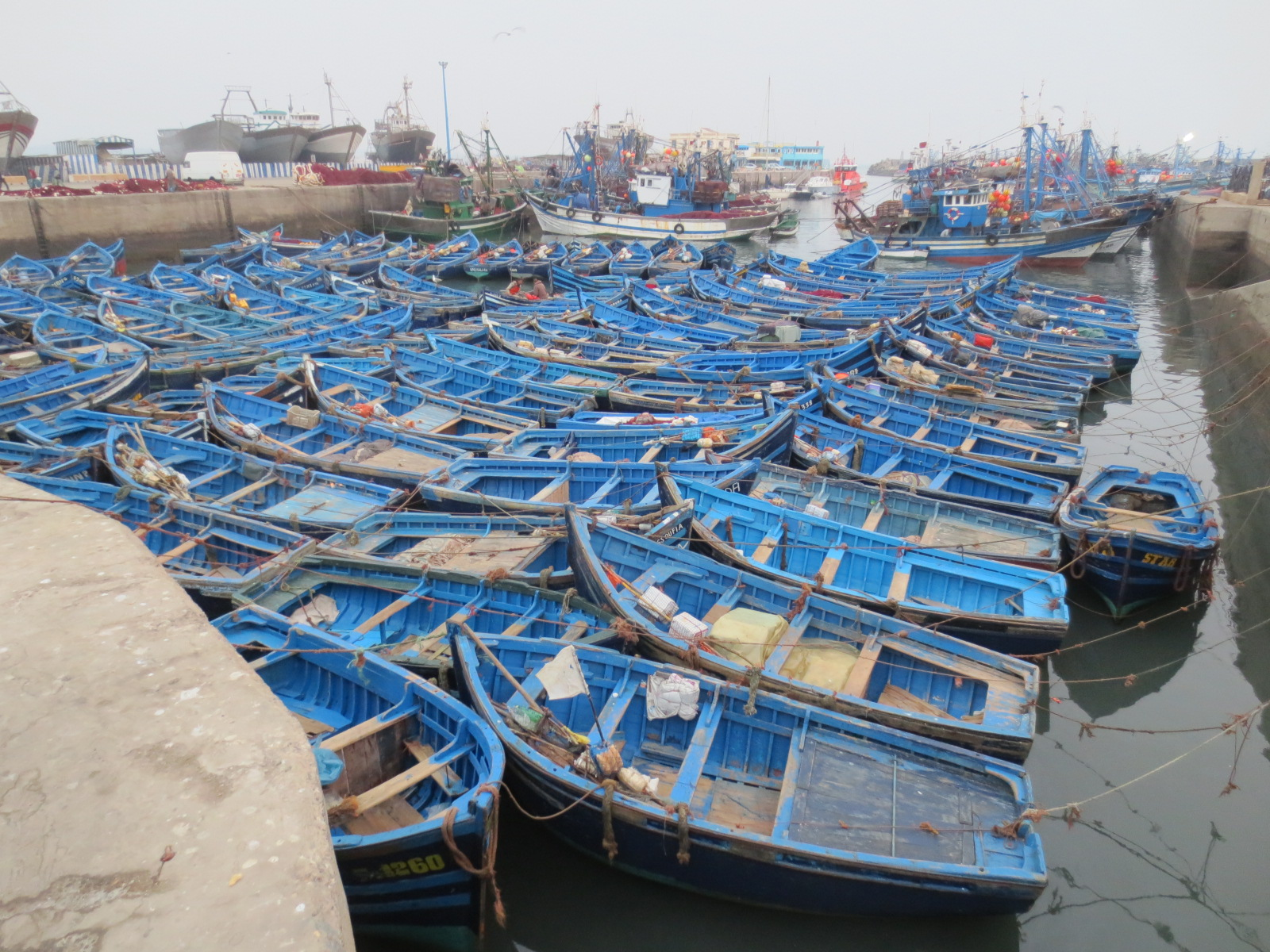
قوارب الصيد التقليدي في الصويرة

في سنة 2008، تم وضع برنامج إبحار من أجل تجديد أسطول الصيد البحري وتحسين مردوديته وسلامته وكذا تطوير الإبحار وظروف العمل لدى البحارة على متن السفن. وحسب إحصائيات سنة 2012، يبلغ أسطول الصيد 72516 سفينة وقارب. وينقسم هذا الأسطول إلى: [بحاجة لمصدر]
- 261 سفنية للصيد في أعالي البحار، أغلبها متواجد بميناء أكادير. وقد أصبح الصيد في أعالي البحار يتوفر على أسطول سريع منذ سنة 1973 بفضل دعم الدولة، وهو يتألف أساسا من مراكب ذات أجهزة مصنوعة من الفولاذ، طولها يفوق 24 متر وحمولتها تتجاوز 150 طنا. وتجدر الإشارة إلى أن منتوج هذا الأسطول يوجه إلى الأسواق الخارجية.[بحاجة لمصدر]
- 1776 قارب للصيد الساحلي، أغلبها متواجد بأكادير، طنجة، آسفي، الدار البيضاء، الناظور، العرائش، طانطان، العيون، والداخلة. ويتكون أسطول الصيد الساحلي من وحدات حمولتها أقل من 150 طن ويبلغ طول الوحدة بين 16 و 22 متر، وهي تشيد محليا من مادة الخشب. وهو يلعب دورا اقتصاديا واجتماعيا مهما على المستوى الوطني.[بحاجة لمصدر]
- 68814 قارب للصيد التقليدي، أغلبها متواجد بالداخلة، بوجدور، أكادير، آسفي، الجديدة، الناظور، والصويرة. ويتكون أسطول الصيد التقليدي من قوارب صغيرة مصنوعة من الخشب طولها من 5 إلى 6 أمتار وحمولتها أقل من طنين، وهي مجهزة بمحرك خارجي. [بحاجة لمصدر]

## تربية الأحياء البحرية
يعود تاريخ تربية الأحياء البحرية في المغرب إلى خمسينات القرن الماضي مع إطلاق تربية المحار في بحيرة الوليدية. وشهدت سنة 1985 تربية مكثفة على الساحل المتوسطي في بحيرة الناظور، وبعدها في خليج المضيق بحيث كان الإنتاج مرتكزا في البداية على القاروص الأوربي والدنيس والمحار. وفي سنة 1992 تم إدخال تربية الربيان إلى الأحواض القارية على مستوى مصب ملوية. وشهدت بداية سنة 2000 إطلاقَ تربية الصدفيات في خليج الداخلة.
وفي سنة 2011، تم إحداث الوكالة الوطنية لتنمية تربية الأحياء البحرية، وهي مؤسسة عمومية خاضعة لوصاية الدولة تهدف إلى الرقي بتنمية قطاع تربية الأحياء البحرية على طول الساحل المغربي. وتشرف هذه الوكالة على تنفيذ سياسة الحكومة فيما يخص قطاع تربية الأحياء البحرية، واقتراح برامج خاصة تطبيقا للتوجهات الإستراتيجية الوطنية للقطاع وكذا الإطار القانوني المرتبط المتعلق بها، والنهوض بأنشطة تربية الأحياء البحرية وتنمية المبادلات المرتبطة بها سواء في مجال التصدير أو داخل السوق الداخلي. ومن أجل مساعدة المستثمرين على تنفيذ مشاريعهم، حيث تلعب الوكالة الوطنية لتنمية تربية الأحياء البحرية دور الداعم النشيط لهم من خلال تزويدهم بمساعدة تقنية متطورة. وإلى غاية سنة 2016، أصبح المغرب يتوفر على 21 مزرعة لتربية الأحياء البحرية. فيما بلغ إنتاج تربية الأحياء البحرية 537 طن خلال سنة 2017.

## التكوين بقطاع الصيد البحري
يهدف التكوين المهني البحري بقطاع الصيد البحري إلى توفير مستخدمين مؤهلين حائزين على الكفاءات الضرورية لقيادة واستغلال وصيانة سفن الصيد البحري الوطني. كما يساهم أيضا في مد هذا القطاع بأطر متخصصة في مجال معالجة وتثمين موارد الصيد البحري.
ويتوفر المغرب على 14 مؤسسة خاصة بالتكوين في قطاع الصيد البحري موزعة على الشكل التالي:
- المعهد العالي للصيد البحري بأكادير
- 5 معاهد لتكنولوجيا الصيد البحري بكل من الحسيمة والعرائش وآسفي وطنطان والعيون
- 8 مراكز للتأهيل المهني البحري بكل من الناظور والدار البيضاء والصويرة والداخلة وطنجة وأكادير وبوجدور وسيدي إفني

كما أن المغرب يقوم بتكوين مئات الطلاب من الدول العربية ودول من إفريقيا وآسيا في مختلف التخصصات المرتبطة بأنشطة الصيد البحري. ويرتاد حاليا الطلبة الأجانب بالأساس المعهد العالي للصيد البحري بأكادير ومعاهد تكنولوجيا الصيد البحري بطانطان وآسفي والحسيمة والتي تمنح تكوينا في مجالات الصيد بأعالي البحار والصيد الساحلي وكذا صناعات الصيد.

## البنية التحتية

### الموانئ
يتوفر المغرب على 22 ميناء صيد مخصص لإستقبال الأسطول الساحلي والأسطول التقليدي، وثمانية منها تتوفر على بنى تحتية مخصصة لإستقبال أسطول أعالي البحار. وقد بذل المكتب الوطني للموانئ مجهودا من أجل تحديد إحتياجات الإستثمار والصيانة الخاصة بكل ميناء، وقد بدأ المكتب في تحديث بعض هذه البنى التحتية والبنى الفوقية، والقيام بإعادة تأهيل وإصلاح شبكات المياه والصرف الصحي والمنشآت الكهربائية، والصيانة الوقائية والتصحيحية للتجهيزات. [بحاجة لمصدر]

### قرى الصيد
تعتبر قرى الصيادين VDP ونقط الإنزال المجهزة PDA مواقع مجهزة لتنظيم عمليات الإنزال وتسويق المنتوجات المصطادة من طرف الحرفيين. ويتوفر المغرب على نقط تفريغ مهيأة وقرى للصيادين يبلغ مجموعها 31 على طول الساحل المغربي.

### نظام رصد السفن
شهد وضع نظام رصد السفن عبر الأقمار الإصطناعية "VMS" دعما في إطار مخطط «هليوتيس» وذلك بإقتناء ووضع 2250 جهاز لتحديد الموقع على متن سفن الصيد. وركز هذا النظام على وجه الخصوص على سفن الصيد الساحلي والصيد بأعالي البحار وكذلك عملت وزارة الفلاحة والصيد البحري والتنمية القروية والمياه والغابات على تطوير تجهيزات المركز الوطني لمراقبة سفن الصيد.

## وصلات خارجية
- دليل تعريف الموارد البحرية الحية في المغرب
- قائمة المعايير المغربية في قطاع الصيد البحري
- قائمة السفن المعتمدة للصيد في أعالي البحار والصيد الساحلي والصيد التقليدي